# Jona Oberski
Jona Oberski (Amsterdam, 20 marzo 1938) è uno scrittore olandese, di famiglia ebraica, autore del noto romanzo autobiografico Anni d'infanzia. Un bambino nei lager in cui racconta la sua tragica esperienza di bambino dell'Olocausto, sopravvissuto ai campi di concentramento.

## Biografia
Jona Oberski nacque nel 1938 da una famiglia ebrea che l'anno prima aveva lasciato la Germania nazista per stabilirsi nei Paesi Bassi. Appena due anni dopo, con l'invasione delle truppe tedesche, gli Oberski furono arrestati e condotti al campo di concentramento di Westerbork, per passare poi a Bergen-Belsen. Nell'aprile 1945, nei giorni immediatamente precedenti alla liberazione del campo, Jona fu evacuato assieme ad altri 2.500 prigionieri su un trasporto ferroviario che per due settimane vagò nei territori della Germania ormai in gran parte occupata dalle truppe alleate in cerca di un corridoio per raggiungere il Campo di concentramento di Theresienstadt, spingendosi sempre più a est fino ad essere liberato dalle truppe sovietiche nei pressi della cittadina tedesca di Tröbitz. Jona riuscì a sopravvivere alla Shoah, ma perse entrambi i genitori.
Al termine della guerra tornò ad Amsterdam e fu accudito da una famiglia adottiva. Oggi è un fisico nucleare, è sposato e ha tre figli.

## Opere
Anni d'infanzia. Un bambino nei lager è il primo romanzo di Oberski (fu pubblicato in Olanda nel 1978 come Kinderjaren). Il libro descrive la sua tragica esperienza nei campi di concentramento vista attraverso i suoi occhi di bambino. Ha avuto un grande successo anche all'estero e ha ispirato il film Jona che visse nella balena di Roberto Faenza. Alla sua testimonianza si sarebbero quindi unite quelle di Jacques Saurel, Marion Blumenthal Lazan e Eddy Boas che con Oberski hanno condiviso da bambini l'esperienza della prigionia al campo di concentramento di Bergen-Belsen e della liberazione sul treno di Tröbitz.
Successivamente sono  usciti, ma solo in olandese, De ongenode gast ("L'ospite inatteso", 1995) e De eigenaar van niemandsland ("Il proprietario della Terra-senza-uomini", 1997), cui si aggiungono vari articoli comparsi su diverse riviste.
Altri lavori riguardano la sua attività scientifica in ambito accademico.